# The Sound of Arrows
The Sound of Arrows är ett svenskt electropop-band bestående av Stefan Storm och Oskar Gullstrand. 

## Diskografi

### Album
- 2011 - Voyage

### EP
- 2008 - Danger!
- 2009 - Into the Clouds
- 2009 - M.A.G.I.C.
- 2011 - Wonders/Conquest

### Singlar
- 2011 - Magic
- 2011 - Nova
- 2011 - Dark Sun
- 2017 - Beautiful Life
- 2017 - In the Shade of Your Love (med Niki & The Dove)